# Pseudoflustra sinuosa
Pseudoflustra sinuosa is een mosdiertjessoort uit de familie van de Smittinidae. De wetenschappelijke naam van de soort is, als Smittia palmata var. sinuosa, voor het eerst geldig gepubliceerd in 1902 door Andersson.